# Lucius Plotius Gallus

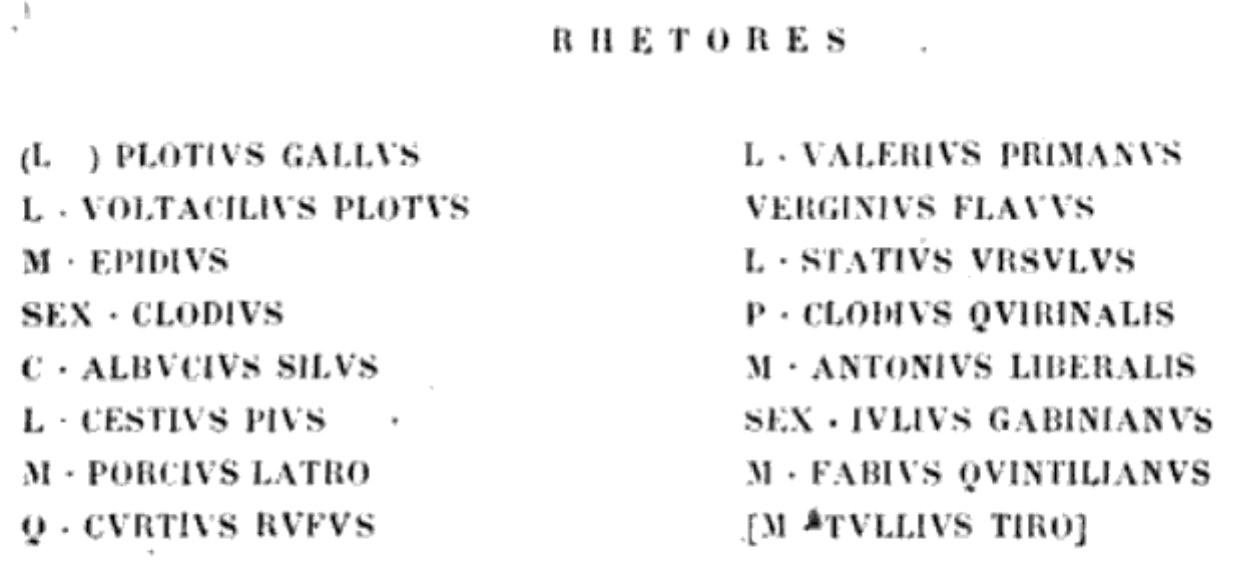
Plotius auf Suetons Liste der berühmten Rhetoren

Lucius Plotius Gallus war ein römischer Rhetor zur Zeit der Römischen Bürgerkriege (133–30 v. Chr.). Er war – und darin liegt seine Bedeutung – der Erste, der Rhetorik auf Latein unterrichtete, ein Latinus rhetor, der die traditionelle Zweisprachigkeit (Griechisch/Latein) der Rhetorikschule aufgab. Dies überliefern übereinstimmend Cicero, Sueton und Seneca der Ältere.

## Historische Einordnung
Plotius begann seine Lehrtätigkeit in einer Anfangsphase der Römischen Bürgerkriege (133–30 v. Chr.), in der die Popularen (Volkspartei, überwiegend Plebejer) unter dem Anführer und Homo novus Marius (Konsul 107–100 v. Chr.) ihre politische Teilhabe an den Staatsgeschäften gegenüber den Optimaten (Senatspartei, Patrizier) ausbauten. Die Plebs stellte in ihrem Aufstieg die althergebrachten Privilegien des Patriziats in Frage und strebte ebenfalls – nur so konnte sie das Erreichte sichern und weiter ausbauen – nach rhetorischer und juristischer Bildung. Dazu favorisierte sie eine neue nationalrömische Schulbildung auf Latein.
Frontmann für diese popular-demokratische Neuerung war Marius, der ohne griechische Bildung auskam; Plutarch: „Es heißt, er (Marius) habe weder griechische Literatur studiert, noch die griechische … Sprache benutzt.“
Plotius profitierte von diesem Paradigmenwechsel, er konnte seine Dienste mit Erfolg anbieten und stand bei Marius hoch im Kurs; Cicero: „Jener Marius verehrte besonders Lucius Plotius, und er (Marius) glaubte, durch dessen (rhetorische) Begabung könnten seine Taten verherrlicht werden.“ Das Heldenepos kam nicht zustande, aber Plotius' Unterricht auf Latein, volksnah und für ein breites Publikum, zeitigte so großen Erfolg, dass der Senat sich bedroht sah und die Censoren dagegen vorgingen (siehe unten Crassus' Edikt).

## Leben und Bedeutung
Über sein Leben ist fast nicht bekannt. Er wurde vor Cicero (* 106 v. Chr.), der ihn als 16-Jähriger kannte (siehe unten Cicero), geboren und starb nach 56 n. Chr. (siehe unten Caelius). Sein Gentilname Plotius lässt vermuten, dass er ein Freigelassener der Gens Plotia war, sein Cognomen Gallus (Gallier), dass er möglicherweise aus dem norditalischen Bundesgenossengebiet, der Gallia Cisalpina stammte.
Er unterrichtete in Rom, vielleicht mit eigener Schule. Sein Ruf drang vor bis zu Cicero (siehe unten). Durch seine Nähe zu Marius (siehe oben Historische Einordnung) und zu den Popularen und durch die Ablehnung des lateinischen Unterrichts durch die Optimaten drohten oder widerfuhren ihm Berufsverbot und Schulschließung (siehe unten Crassus' Edikt).
Plotius stand zusammen mit den anderen Latini rhetores und den Rhetorica ad Herennium am Beginn einer neuen Ära der römisch-lateinischen Rhetorik, die sich von der griechischen ablöste und später mit Cicero ihrer Vollendung zustrebte.

## Plotius' Zeitgenossen
Die wichtigsten Personen, mit denen Plotius Umgang hatte und die etwas über ihn überliefern, sind Marius (siehe oben Historische Einordnung), Cicero, Crassus und Caelius.

### Cicero
Der junge Cicero – er musste 16 Jahre alt gewesen sein, in diesem Alter begann der Rhetorikunterricht – wollte Unterricht bei Plotius nehmen: „Als alle zu ihm (Plotius) zusammenliefen, weil die Strebsamsten bei ihm übten, bedauerte ich (Cicero), dass mir dasselbe nicht vergönnt war. Ich wurde nämlich durch den Einfluss überaus gelehrter Männer zurückgehalten, die meinten, Begabungen könnten besser gefördert werden durch Übungen auf Griechisch.“

### Crassus
Im Dialog De oratore (Über den Redner, 55 v. Chr.) liefert Cicero für seine Entscheidung, Plotius nicht aufzusuchen, eine Begründung. Im Rückblick auf das Jahr 91 v. Chr. legt er sie in den Mund seines Alter Ego, des von ihm verehrten Crassus, wohl einer von den doctissimi homines, die ihm damals von Plotius abrieten: „Denn bei den Griechen, egal auf welchem Gebiet, sah ich auf alle Fälle neben der eingeübten Sprachpraxis eine Gelehrsamkeit und Bildung auf dem Niveau der Wissenschaft.“ Für Cicero ging es um die Qualität des Unterrichts, politische Aspekte spielten keine Rolle.
Cicero/Crassus: „Sogar Lateiner sind … als Rhetoriklehrer aufgetaucht; ich hatte sie als Censor mit meinem Edikt (siehe unten Crassus' Edikt) ausgeschaltet … ich wollte nicht, dass die Begabungen (der Schüler) abgestumpft, die Unverschämtheit (der Lernstoffs) gestärkt werde.“ Konsequent nennt Cicero/Crassus die Praxis der Lateiner eine „Schule der Unverschämtheit“ (impudentiae ludus, 94). Doch gebe es auch Hoffnung, denn die Zeit sei noch nicht reif gewesen, in Zukunft werde es Männer geben, die die Rhetorik in Rom einbürgern würden und „wenn sie einmal auftreten, werden sie sogar den Griechen vorzuziehen sein.“ Mit dieser Ankündigung hat Cicero an sich selbst gedacht, denn ihm ist das gelungen, was den Latini Rhetores – und Plotius war ihr vornehmster Vertreter – noch nicht gelingen konnte, die griechische Rhetorik lateinisch auf hohem Niveau in Rom einzubürgern.

### Caelius
Zum Bild Ciceros passt auch, dass sein Mandant Caelius in einer Rede Plotius als einen aufgeblähten und lächerlichen Rhetor beschimpfte.

## Crassus’ Edikt
Sueton: „Gnaeus Domitius Ahenobarbus (Konsul 96 v. Chr.) und Lucius Licinius Crassus, die Censoren, haben ein Edikt erlassen: Es wurde uns gemeldet, es gebe Männer, die eine neue Weise des Unterrichts erteilten, zu denen die Jugend zur Schule komme; sie hätten sich den Namen Latini rhetores zugelegt; dort säßen die jungen Männer ganze Tage. Unsere Maiores (Vorfahren) legten fest, was ihre Kinder lernen und welche Schulen sie besuchen sollten. Diese Neuerungen (der Latini rhetores), die von Gewohnheit und Sitte der Vorfahren abweichen, sind uns weder genehm, noch scheinen sie die richtigen zu sein. Deshalb scheint es angebracht, dass wir sowohl denen, die diese Schulen betreiben, als auch denen, die dort regelmäßig zusammenkommen, unseren Beschluss kundtun, dass wir (mit den Neuerungen) nicht einverstanden sind.“
Es bleibt offen, ob diese Verlautbarung nur eine Warnung war oder einem gesetzlichen Verbot der Schulen gleichkam, auf alle Fälle war es ein Druckmittel.

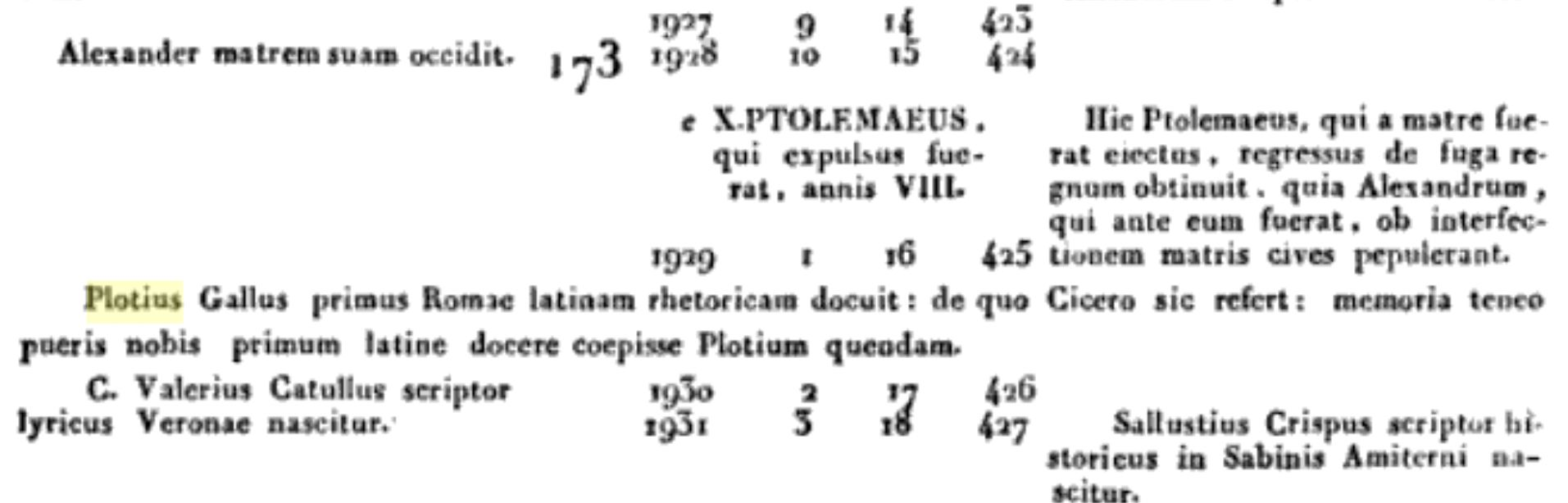
Hieronymus, ed. Angelo Mai 1833, Olympiade 173: Plotius.

Es bleibt auch offen, ob Plotius von dieser Verlautbarung überhaupt betroffen war. Bei Hieronymus eröffnete er erst später, 88 v. Chr., eine Schule, als es vielleicht kein Verbot mehr gab oder nicht mehr durchgesetzt werden konnte: „Plotius Gallus begann in Rom als erster Rhetorik auf Latein zu unterrichten.“
Motive für das Edikt: Entweder wollten die Censoren mit ihrem Edikt das Bildungsprivileg der Patrizier verteidigen, zumindest den Qualitätsverlust der Latini rhetores eindämmen, oder – und das legt Plotius' Nähe zu Marius nahe (siehe oben Historische Einordnung) – sie betrieben einfach nur Oppositionspolitik und wollten das Duo Marius/Plotius treffen und die Popularen schwächen. So konsequent Marx: „Die Nobiles nämlich, überdrüssig der lateinischen Studien, haben durch den Censor Crassus die Latini rhetores, das ist die Schule des Lucius Plotius … 92 v. Chr. ausgeschaltet, da sie nach meinem Urteil mit jenem Edikt keineswegs jenen Rhetor, sondern den Förderer und Freund des Gaius Plotius, den Gaius Marius schwächen wollten.“

## Schriften
Nur Titel bekannt mit kleinem Zitat.
- De Gestu, erwähnt von Quintilian: „Die Alten pflegten die Toga bis zu den Fersen fallen zu lassen wie die Griechen ihren Mantel, und dass das (so) geschehe, haben Plotius und Nigidius empfohlen, die geschrieben haben über die in ihrer Zeit übliche Gestik“ (Körperhaltung, Gebärde, Kleidung usw. des Redners); togam veteres ad calceos usque demittebant ut Graeci pallium, idque ut fiat, qui de gestu scripserunt circa tempora illa Plotius Nigidiusque praecipiunt; Institutio XI, 3, 143.
- Gerichtsrede, verfasst für Atratinus,[11] nicht erhalten.

### Sekundärliteratur
- Dmytro V. Kudinov und andere: Educational Process in Ancient Rome Schools, in: European Journal of Contemporary Education, 2019, 8 (2); PDF-Datei auf ejce.cherkasgu.press.
- Nicola Hömke: Ludus impudentiae! Der Streit um die ‚richtige‘ Wissensvermittlung an römische Schüler, in: Zweites Brandenburger Antiken-Denkwerk, Reihe: Potsdamer Lateintage, Band 10, Universitätsverlag, Potsdam 2018, Seite 49–74; mit ausführlicher Bibliographie;  PDF-Datei auf publishup.uni-potsdam.de.
- Friedrich Marx: Studia Cornificia, in: Rheinisches Museum für Philologie, Band 43, 1888, Seite 382, Anmerkung.
- Raphael Kühner (Übersetzer): Cicero, Vom Redner, De Oratore, Hoffmann’sche Verlagsbuchhandlung, Stuttgart 1873; Einleitung, Abschnitt 2, Seite 3–7: über Plotius, die Latini Rhetores und den Rhetorikunterricht in Rom; PDF-Datei auf web.archive.org
- Martin Schanz: Geschichte der römischen Literatur, Band 1, Verlag Beck, München 1890; § 194, Seite 288–189: Plotius; § 75, Seite 117: Schließung der lateinischen Rhetorenschulen durch Crassus; Zeittafel nach Inhaltsverzeichnis XV: „c. 88 die 1. lateinische Rhetorenschule eröffnet von Plotius 88 v. Chr.“
- Konrat Ziegler: Plotius 13. In: Paulys Realencyclopädie der classischen Altertumswissenschaft (RE). Band XXI,1, Stuttgart 1951, Sp. 596–601. Ausführliche Quellenanalyse zu den Motiven des Edikts.